# معبد حتشبسوت (الأقصر)

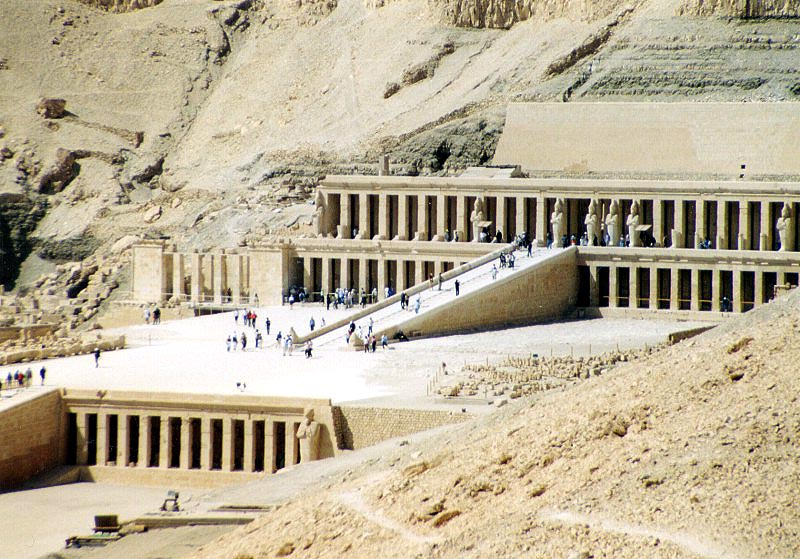
معبد حتشبسوت الجنائزي.

معبد حتشبسوت أو المعبد الجنائزي لحتشبسوت  هو معبد من الأسرة الثامنة عشر المصرية، وأحسن ما بقي من معابد بنيت منذ نحو 3500 سنة في الدير البحري بمصر. بنته الملكة حتشبسوت على الضفة الغربية للنيل المقابلة لطيبة (عاصمة مصر القديمة ومقر عبادة آمون) (الأقصر اليوم). يتميز معبد حتشبسوت بتصميمه المعماري الخاص المنفرد بمقارنته بالمعابد المصرية التي كانت تبنى على الضفة الشرقية من النيل في طيبة. يتكون المعبد من ثلاثة طوابق متتابعة على شرفات مفتوحة. بني المعبد من الحجر الجيري، ونصبت أمام أعمدة الطابق الثاني تماثيل من الحجر الجيري للإله أوزوريس وللملكة حتشبسوت في توزيع جميل. في الأصل كانت تلك التماثيل ملونة، ولم يبقى من الألوان الآن إلا بعض الآثار، وبعض التماثيل في حالة جيدة تماما تدل على اناقة تصميم المعبد وجماله.
يتميز معبد حتشبسوت في نفس الوقت بأن نجد على جدرانه نقوشا لبعثات بحرية أرسلتها الملكة حتشبسوت إلى بلاد بونت للتجارة واحضار البخور والمر من تلك البلاد. كان الفراعنة يقدمون البخور إلى آلهتهم ليحظوا برضاهم، وقد سجل العديد من فراعنة مصر ذلك في لوحات على معابدهم تبينهم يقدمون القرابين والبخور إلى مختلف الآلهة. بالإضافة إلى البخور والمر فكانت بعثات حتشبسوت تنقل أيضا أخشاب وأشجارا وحيوانات نادرة لا توجد على أرض مصر، وفراء النمور الذي كانت ترتديه طبقة معينة من كهانوت مصر.
كان وادي الدير البحري مخصصا لعبادة هاتور وأمون رع، بالإضافة إلى ذلك كانت به عبادة حورس وأنوبيس. ويرجع ذلك إلى الأسرة 11 حيث كان فرعون منتوحوتب الثاني أول من استغل تلك المنطقة لبناء مقابر ومعبد لنفسه ولزوجاته وللمقربين إليه من أهل البلاط. كان ذلك خلال الدولة المصرية الوسطى.
أما معبد حتشبسوت فقد بني في الدولة المصرية الحديثة في عهد حكم الأسرة الثامنة عشر، وأمرت بإنشائه الملكة حتشبسوت، أبنة الملك تحتمس الأول
خلال انتشار المسيحية في مصر بعد نهاية عهد البطالمة، أقام المسيحيون دير للعبادة على أنقاض معبد حتشبسوت. كان الدير يسمى «دير فويبأمون». كان هذا الدير يستخدم في العبادة حتى القرن 11 وقام بزيارته العديد من القساوسة المسيحيين. ثم سميت المنطقة بعد ذلك الدير البحري. وفي الدير البحري توجد عدة معابد مصرية قديمة ومقابر للفراعنة، من ضمنها معبد حتشبسوت، وبجانبه معبد منتوحوتب الثاني وبالقرب منهما معبد تحتمس الثالث وهو معبد صغير لم تتبقى منه إلا آثار بسيطة.
سمى المصريون القدماء منطقة معبد حتشبسوت ب «بيت المليون سنة».

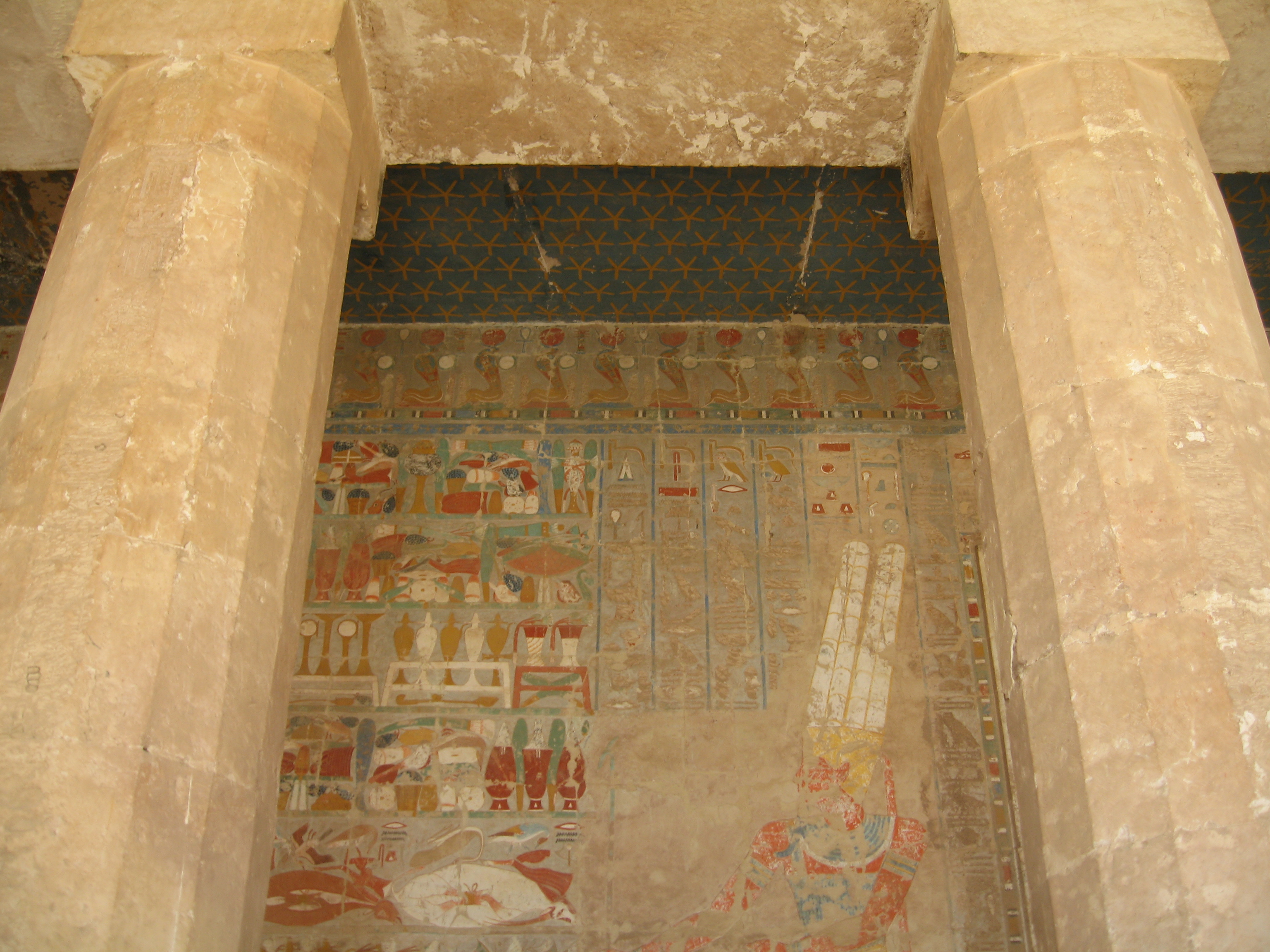
لوحة ملونة على جدار معبد حتشبسوت. آمون وأمامه قرابين.

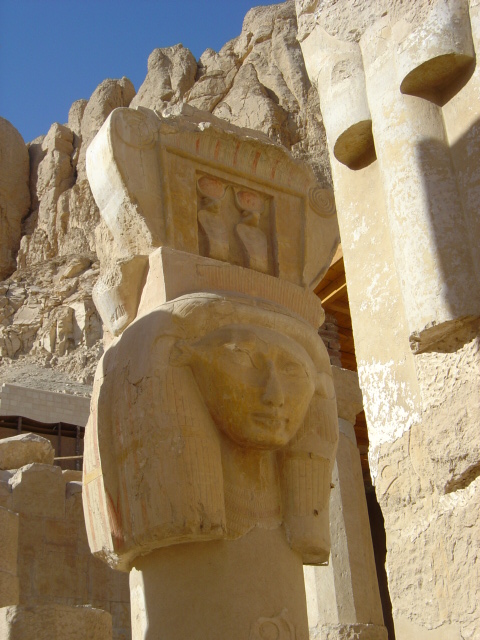
من محراب هاتور.

## تاريخه

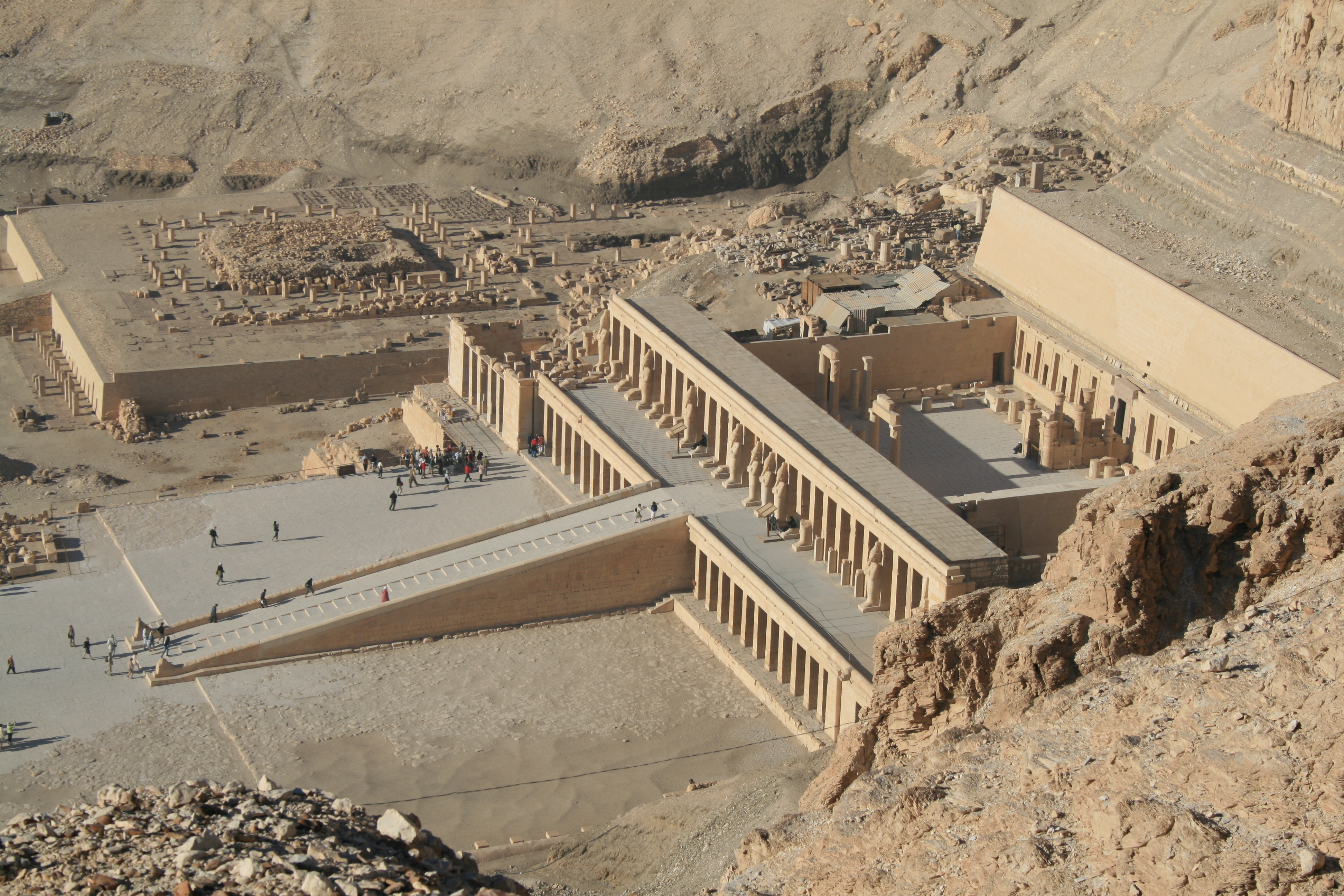
المعبد الجنائزي لحتشبسوت

بني المعبد خلال 15 سنة من حكم الملكة حتشبسوت بين سنة حكمها السابعة حتى السنة 22 من حكمها. ويعتبر سننموت رئيس البلاط في عهدها هو الذي قام بتصميمه وأشرف على بنائه. توجد للسننموت بعض مواقع على المعبد ما يشير إلى ذلك، كما أن مقبرته توجد تحت الطابق الأول للمعبد وهي تمتد نحو 97 متر في الجبل وتنتهي بحجرة التابوت علي عمق 43 متر. عثر على مقبرة سننموت وسميت المقبرة TT353 .
كما اشترك في بناء المعبد «حابوسنب» و «نحسي» رئيس الخزانة، و «زيحوتي» ناظر بيت المجوهرات. يدل على ذلك أسمائهم المذكورة على جدران المعبد. أصاب المعبد بعض الإفساد أثناء نهاية حكم تحتمس الثالث الذي خلف حتشبسوت في الحكم، حيث كشطت اسماؤها من على المعبد وهشمت بعض تماثيلها.

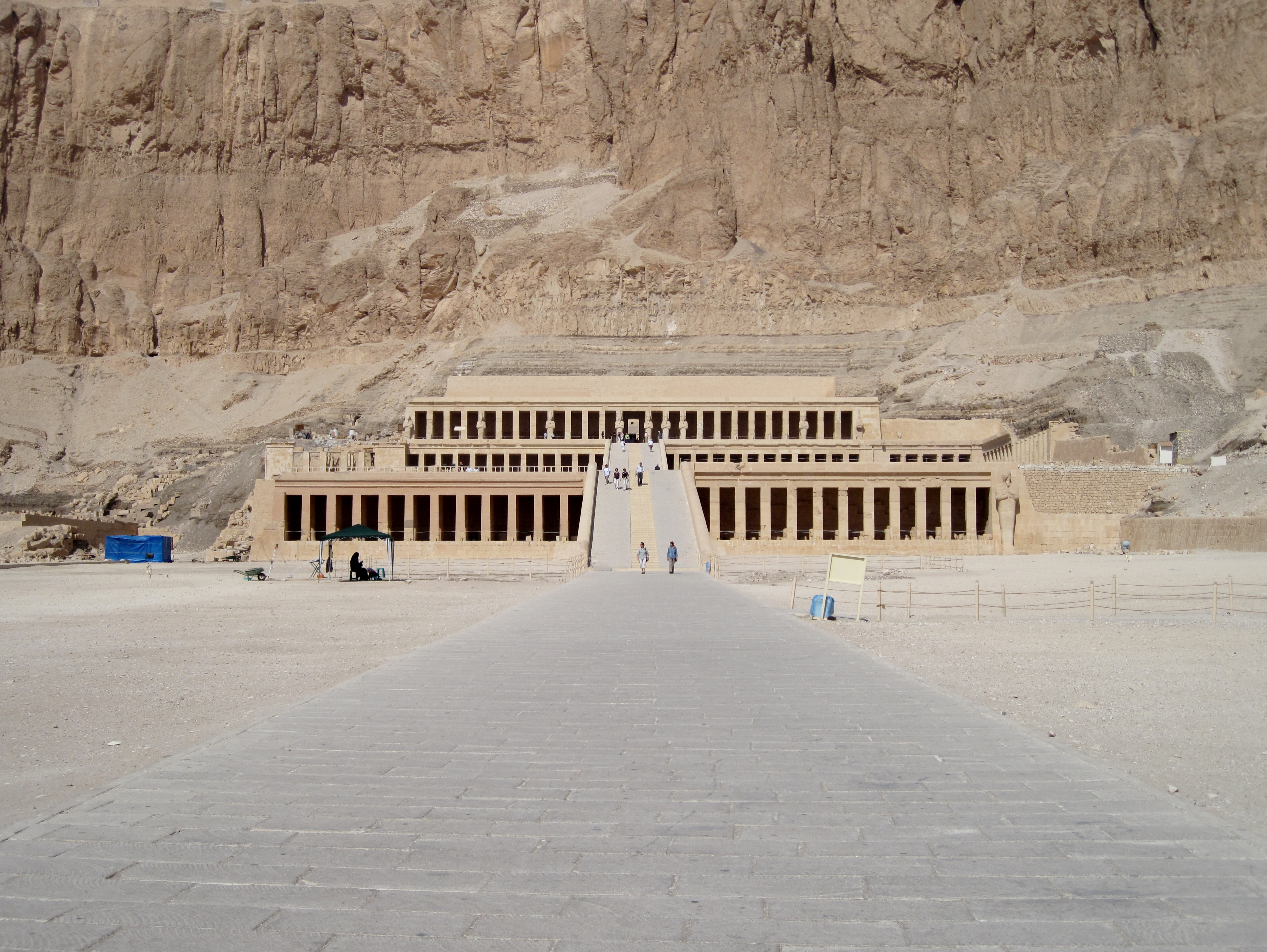
المعبد من الأمام وخلفه واجهة الجبل.

قام «أوغوست مريت» في القرن التاسع عشر بأول عمليات رفع الأنقاض هفي منطقة المعبد. ثم قام معاونه «إدوارد نافي» خلال السنوات 1893 - 1897 برفع الانقاض من على الدير القبطي، ثم قام برفع الأنقاض عن معبد حتشبسوت خلال الأعوام 1903 - 1906. . كما عمل في تلك المنطقة أيضا هوارد كارتر، وكان ينقل الرسومات على الورق ويقوم بالتصوير مع أخصائيين آخرين. وقد سجل «نافي» حفرياته في 7 كتب بالتفصيل تحت عنوان «معبد الدير البحري».

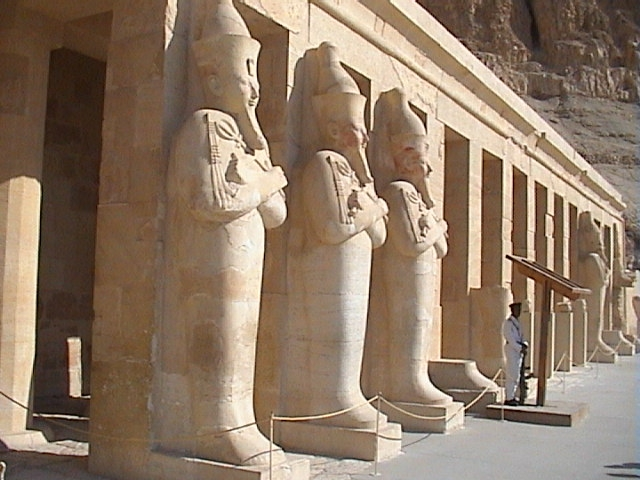
تماثيل أوزوريس في الطابق الثاني أمام اعمدة الواجهة.

عمليات الحفر التالية تمت خلال السنوات 1911 -1931 وقام بها "هربرت فينلوك" لمتحف متروبوليتان للفنون الأمريكي وكذلك "إميل باريز " بتفويض من مصلحة الآثار المصرية. ودون "فينلوك" أعماله في كتاب "حفريات الدير البحري: 1911-1931 في عام 1942.
بعض الأجزاء التي كانت قد دمرت من المعبد خلال فترة كشط اسم حتشبسوت من على المعبد ُأثناء نهاية حكم تحتمس الثالث عثرت عليها بعثة متحف المتروبوليتان للفنون (نيويورك) في محجر قريب، وأعيدت إلى المعبد.
وقام عالمي الآثار البولنديين «زيجموند فويسوكي» و «يانوش كاركوفسكي» في عام 1961 بحفريات وأعادا بناء بعض الأجزاء وإجراء ترميمات في بعثة من المركز البولندي لآثار البحر المتوسط، التابع لجامعة وارسو، وذلك بالتعاون مع مصلحة الآثار المصرية.

## تصميم المعبد

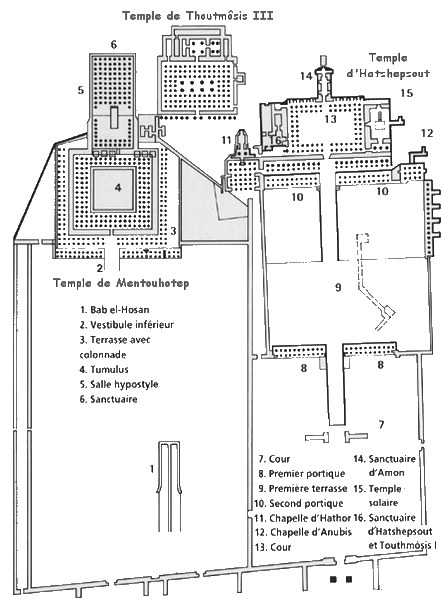
خريطة الوادي البحري :
I - معبد حتشبسوت (يمين)،
II -معبد منتوحوتب الثاني (يسار) ، III - معبد تحتمس الثالث (أعلى).

معبد حتشبسوت الجنائزي يقع يمينا من معبد منتوحوتب الثاني (أنظر الخريطة). يوصل طريق الموكب بين معبد الوادي على النيل والمعبد الجنائزي لحتشبسوت ويبلغ طول طريق الموكب نحو 1 كيلومتر. معبد الوادي الذي يطل على النيل يواجه معبد أمون رع في الكرنك على الواجهة الشرقية من النيل. وكان طريق الموكب في الماضي طريق كباش، وكانت تماثيل الكباش من الأحجار الرملية أتى بها المصريون القدماء من محجر السلسلة.

### أروقة وشرفات
تصميم معبد حتشبسوت مغاير تماما لتصميم المعابد المصرية القديمة التي كانت تتكون من صرح كبير (بوابة ضخمة) يتلوها بهو أعمدة، ثم صرح أصغر ثم بهو أعمدة، ثم صرح ثالث ثم بهو أعمدة ينتهي بالمحراب القدسي للإله. فقد استبدل هنا الصرح بـ رواق واستبدل بهو الأعمدة بشرفات تعلو بعضها البعض وتوصل بينها منصات منحدرة.
يوصل إلى المعبد طريق طويل يبلغ نحو الكيلومتر من الشرق ليلاقي البهو الكبير (7 في الخريطة) والرواق الأول 8 الذي يتكون من صالة مزدوجة الأعمدة. وهذا الرواق مفتوح في اتجاه الشرق، وينتهي يمينه ويساره بتمثال كبير لحتشبسوت.
الجزء اليساري من الرواق (نحو الجنوب) علي جدرانه نقوش تبين عمليات إنتاج مسلتين في أسوان ونقلهما وتنصيبهما في معبد الكرنك. والجزء اليميني من الرواق (نحو الشمال) عليه نقوش عن صيد الطيور والسمك.
يوصل منحدر بين الرواق الأول والرواق الثاني (10 على الخريطة). الرواق الثاني يعلو الرواق الأول ويطل أيضا نحو الشرق. يتكون الجزء اليساري لهذا الرواق من بهو يسمى «بهو بونت» على جدرانه رسومات ونقوش عن بعثات حتشبسوت التجارية إلى بلاد بونت التي أجرتها في السنة التاسعة من حكمها (عام 1459 قبل الميلاد)، وأما الجزء اليميني فعليه نقوش تعبر عن مولد حتشبسوت كأبنة لـ أمون. ينتهي بهو بنط بمحراب هاتور (11) وينتهي بهو الولادة الإلهية بمحراب أنوبيس.

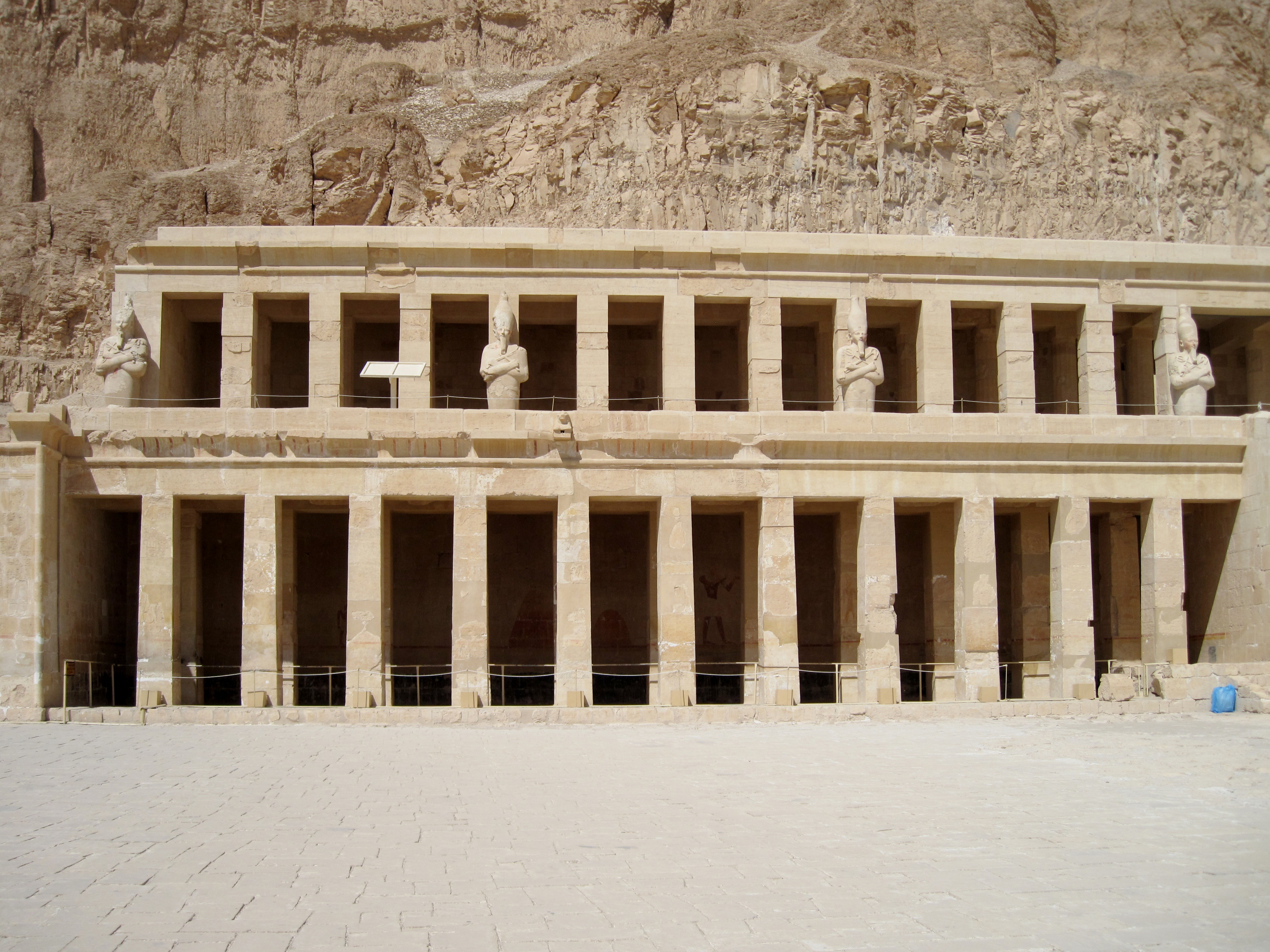
الرواق الجنوبي المسمى رواق بنط عن بعثات حتشبسوت إلى بلاد بنط.

على واجهة الرواق الثاني يوجد 26 تمثال لحتشبسوت في هيئة أوزوريس، بعضها فقط لا يزال برونقه. وكان على الجزء الجنوبي لحايط البهو كتبابات هيروغليفية من حتشبسوت، ولكن غطيت في عهد تحتمس الثالث برسومات ونقوش أخرى.
من وسط هذا البهو (13) يؤدي إلى الغرفة المقدسة لآمون رع (14). البهو الوسطي على الشرفة الثانية يسمى «بهو الاحتفال» وتبين النقوش على جدرانه صورا للموكب من معبد الوادي إلى المعبد الجنائزي. على جدرانه توجد عدة محرابات كانت توجد بها تماثيل لحتشبسوت.
ينتهي بهو بنط برواق صغير يدخل إلى محراب هاتور. تنتهي قمم الأعمدة الوسطية برؤوس تمثل رأس هاتور. يؤدي هذا الرواق إلى مدخل إلى بهو اعمدة تدخل على المحراب. على الحائط اليميني توجد نقوش لهاتور تمثلها في هيئة بقرة. كما توجد نقوش لموكب قدسي.

### محراب هاتور

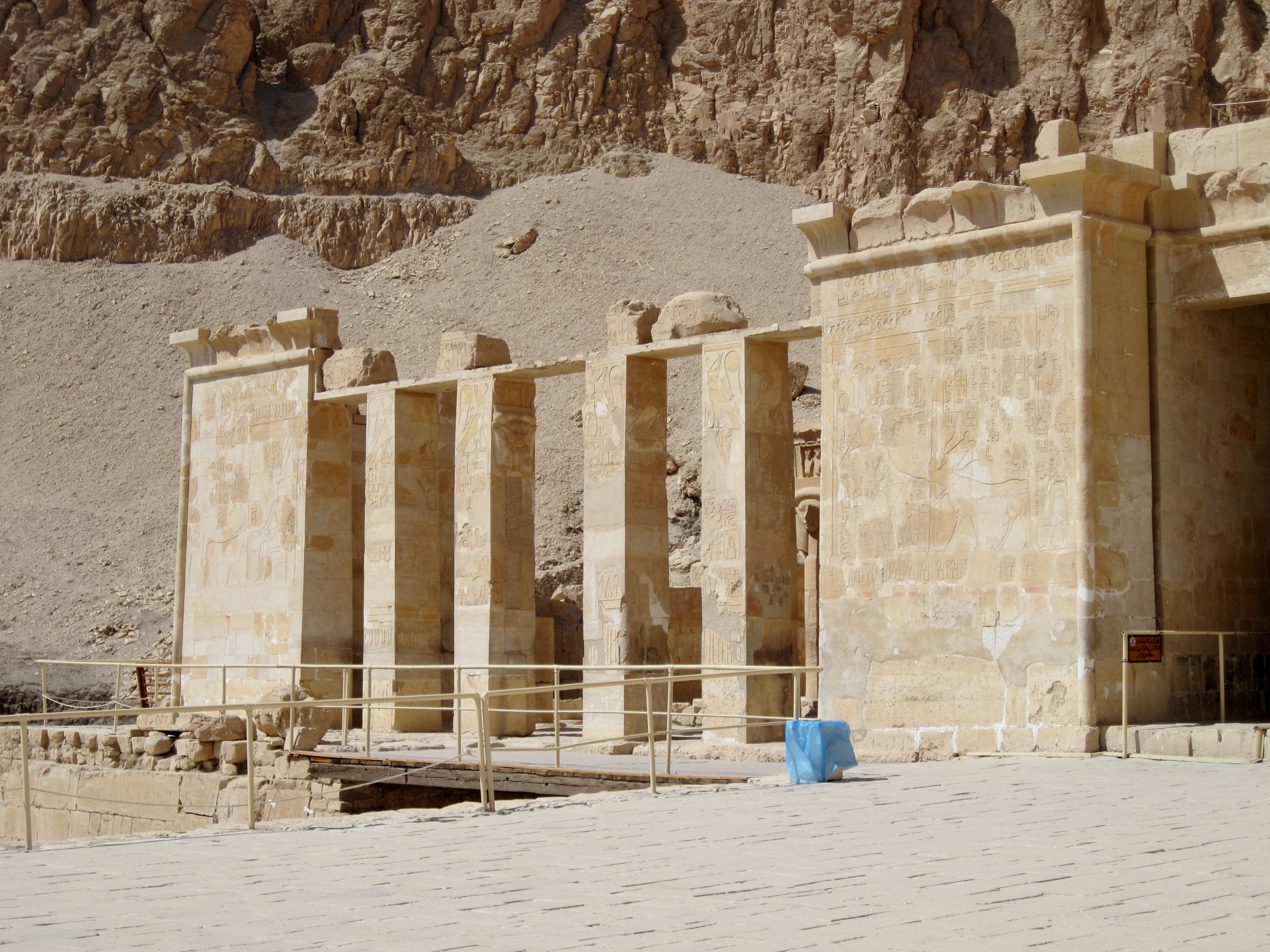
واجهة محراب هاتور

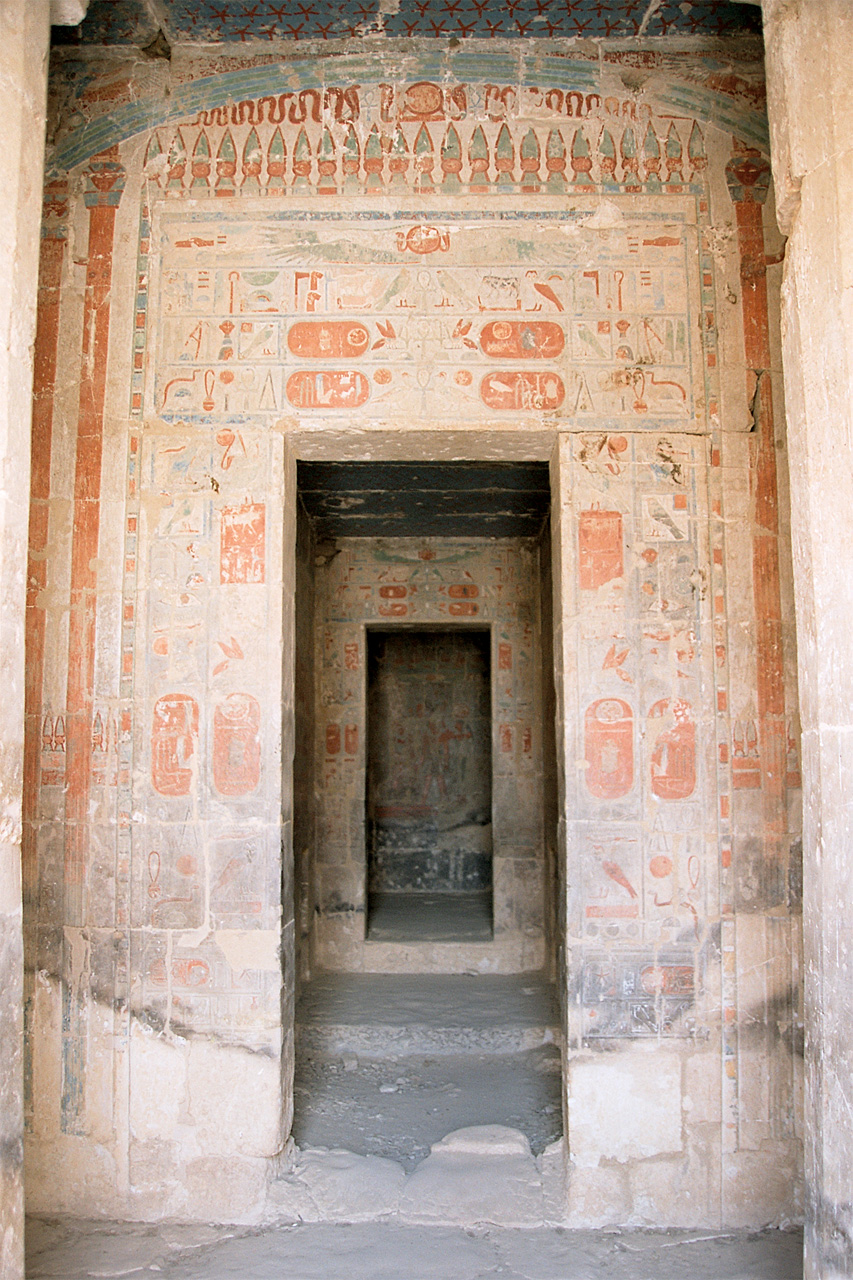
بوابة محراب هاتور

ينتهي بهو بنط برواق صغير يدخل إلى محراب هاتور (11). تنتهي قمم الأعمدة الوسطية برؤوس تمثل رأس هاتور. يؤدي هذا الرواق إلى مدخل إلى بهو أعمدة تدخل على المحراب. على الحائط اليميني توجد نقوش لهاتور تمثلها في هيئة بقرة. كما توجد نقوش لموكب قدسي.

### محراب أنوبيس

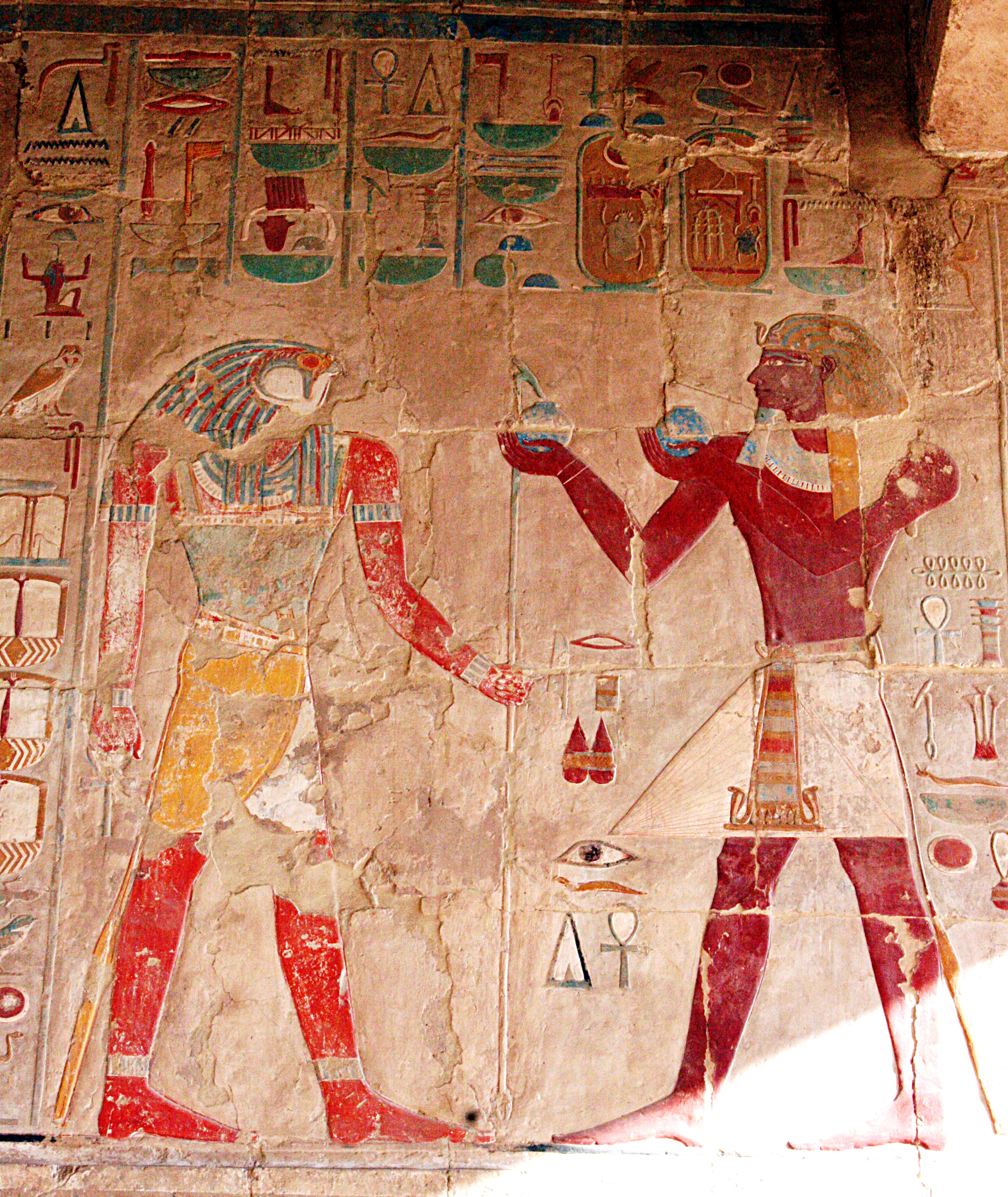
سوكر وتحتمس الثالث في معبد حتشبسوت. تحتمس يقدم لسوكر البخور والنبيذ.

يوجد محراب انوبيس عند نهاية الرواق الثاني إلى اليمين ويحوي الرواق 12 من الاعمدة. الحائط على اليمين عليه نقوش تبين حتشبسوت، ولكنها مكشوطة، ويوجد على الجزء الداخلي من الحائط اليميني رسومات تبين أوزوريس ورع حوراختي ونخت وحتشبوت. ويوجد على الحاط اليساري نقوشات تبين تقديم قرابين إلى أنوبيس.
على جهتي الرواق توجد زاويتين، اليمينية منهما عليها رسم يبين تحتمس الثالث (انظر الصورة) يقدم قرابين إلى سوكر. وهذا الرواق يؤدي إلى غرفة مستطيلة خالية.

### مقدس الشمس
يتكون مقدس الشمس (15) من بهو مفتوح وبه سلم يؤدي إلى مائدة قرابين عالية. ندخل إلى البهو من باب في الطابق الثالث. جدران مقدس الشمس مزينة برحلة الشمس الليلية حيث يركب رع (الشمس) مركبا من وقت الغروب إلى وقت الشروق. أما باقي جدران الحجرة فليست مزينة.

### محراب حتشبسوتوتحتمس الأول
يعد محراب حتشبسوت والمحراب الريئيس لآمون أكبر محاريب المعبد. يوجد على الحائط المقابل لمدخل المحراب باب زائف من الجرانيت. وأما السقف فهو مشكل في هيئة قبوة. وقد طمست معظم رسومات الحائط.
ومن الباب المؤدي إلى محراب حتشبسوت يدخل باب إل محراب تحتمس الأول (والدها)، وزينة المحراب ليست واضحة.

### محراب أمون رع
عن طريق باب كبير من الجرانيت ندخل إلى محراب آمون رع. توجد في هذه الحجرة تمثالان لحتشبسوت مفقودي الرأس، وكا من المفروض وجود تمثالين آخرين لها كما هو متفق عليه ولكنهما غير موجودان.
ومن الباب الثاني الخلفي للحجرة ندخل إلى الحجرات الأخرى للمحراب. في أيام حتشبسوت كان الموكب الآتي من معبد الوادي تنتهي عند محراب أمون رع.

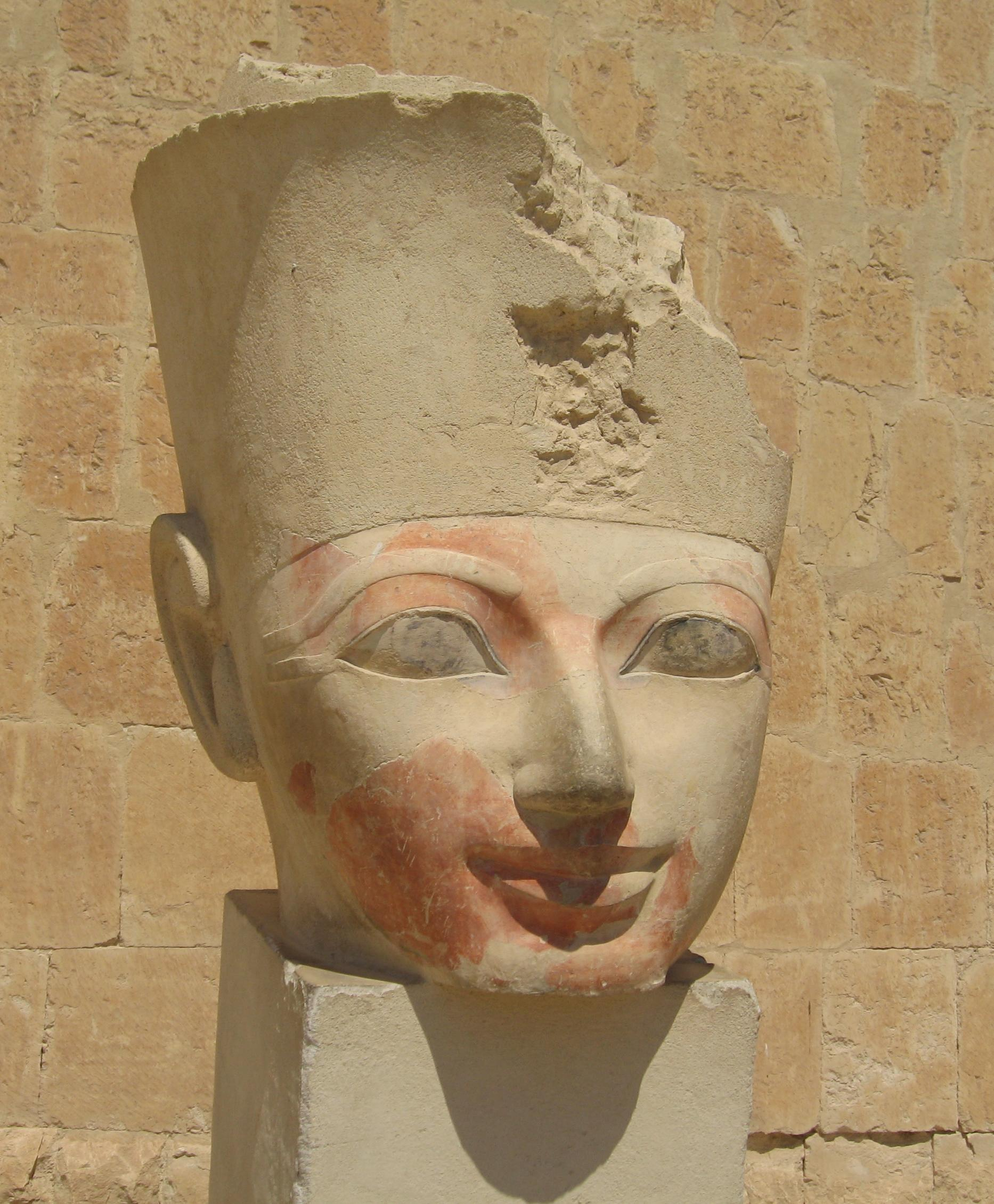
رأس أحد تماثيل حتشبسوت

يغطي الحجرة قبة لها أربعة تجويفات. وفوق كل من البابين توجد نافذة كان يدخل منهما ضوء الشمس داخل المقدس وتسقط على وجه تمثال أمون رع.
تتكون المزار الشمالي لأمون رع من حجرة صغيرة طولية الشكل، ومرسوم على حائطها الخلفي أمون رع محتضنا تحتمس الثاني (كان تحتمس الثاني ملكا بعد وفاة أبيه تحتمس الأول ولكنه مات شابا، لهذا اعتلت حتشبسوت الحكم لأن تحتمس الثالث -أخاها - كان لا يزال صغير السن وراعته حتى كبير). توجد على الحوائط الجانبية مشاهد تقديم قرابين.
كذلك مزار أمون رع الواقع في الجنوب، فهو يتكون من حجرة مربعة، ومزينة حوائطها بمشاهد تقديم قرابين.

## صور من المعبد

صور منحوتة على جدران معبد حتشبسوت عن البعثات إلى بنط
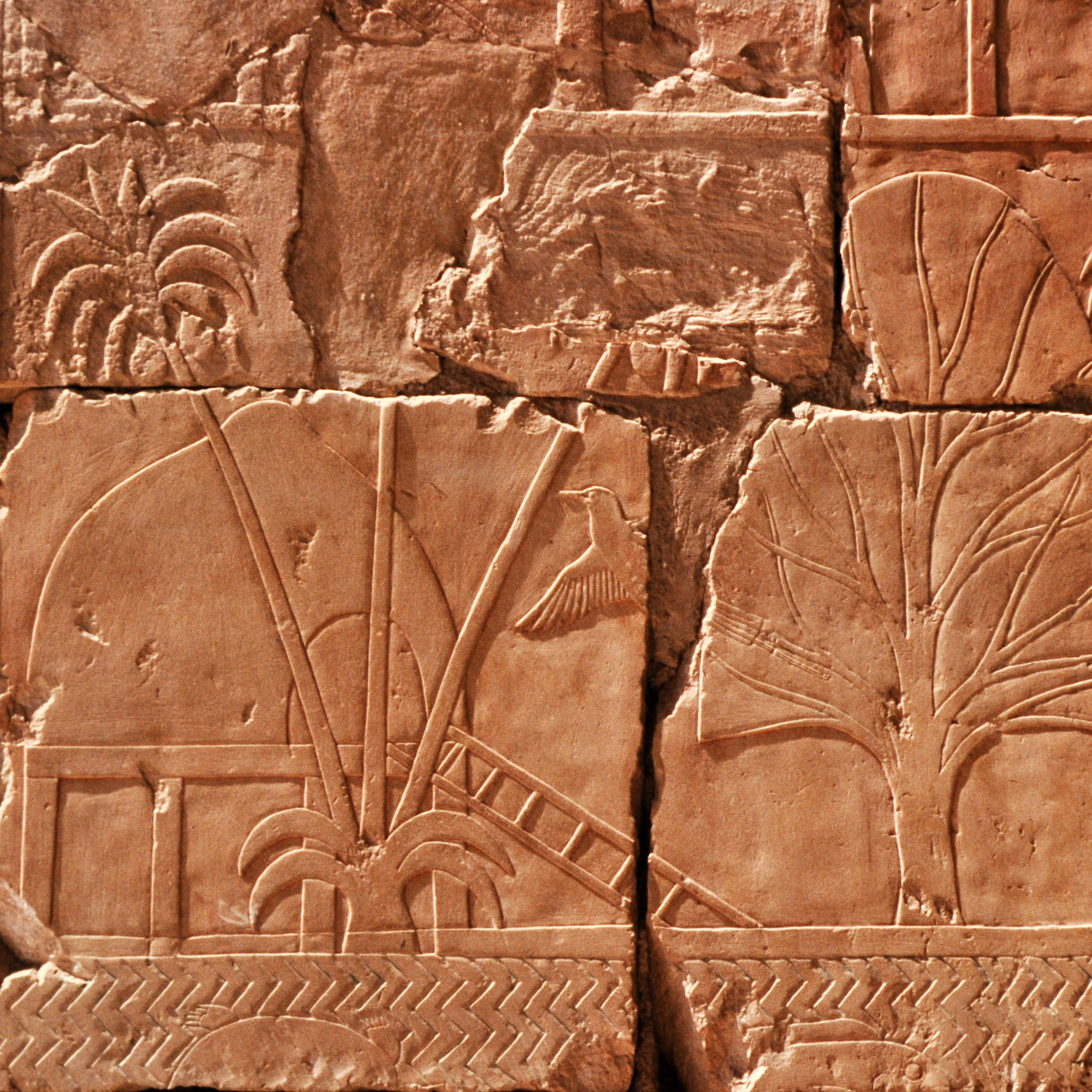
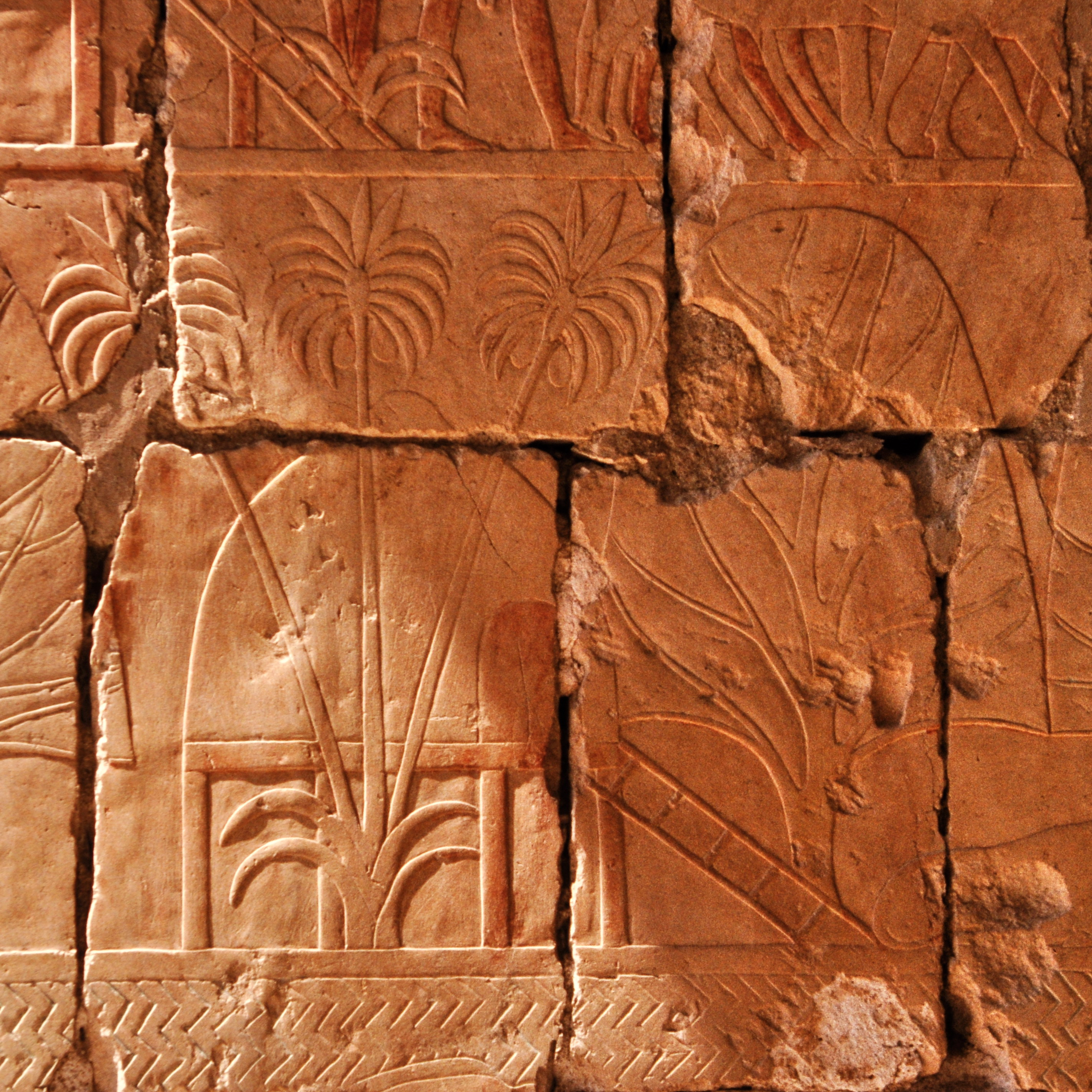
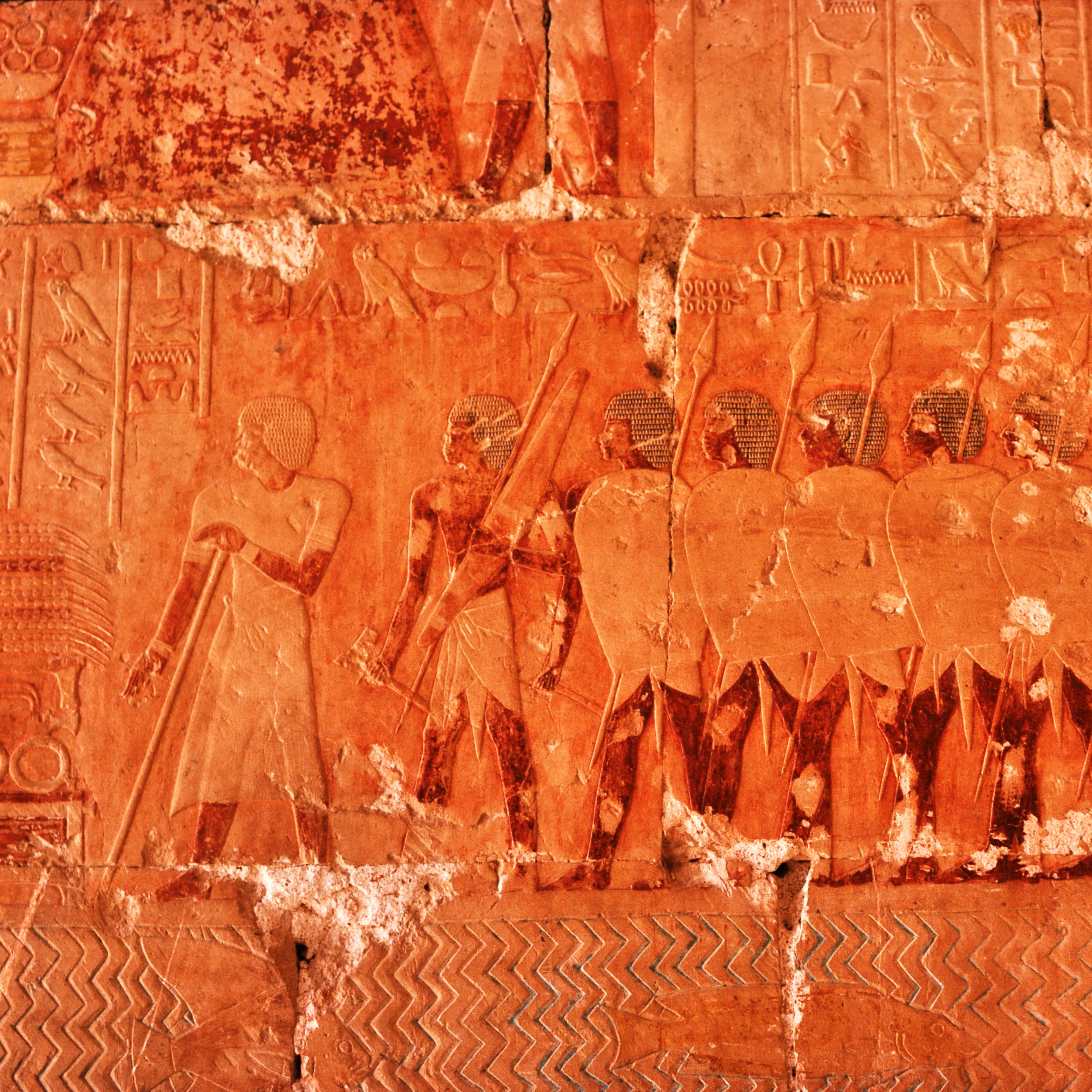
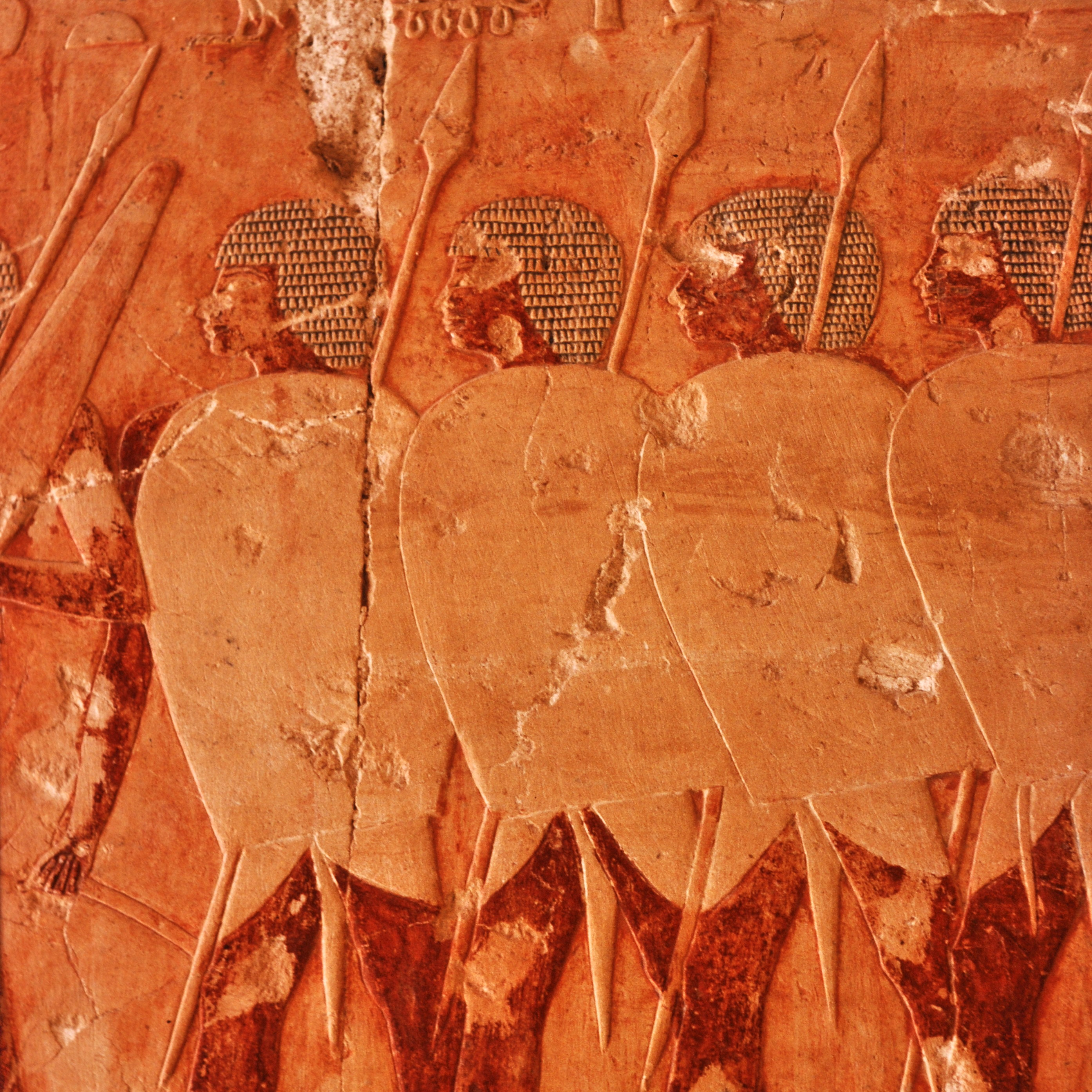
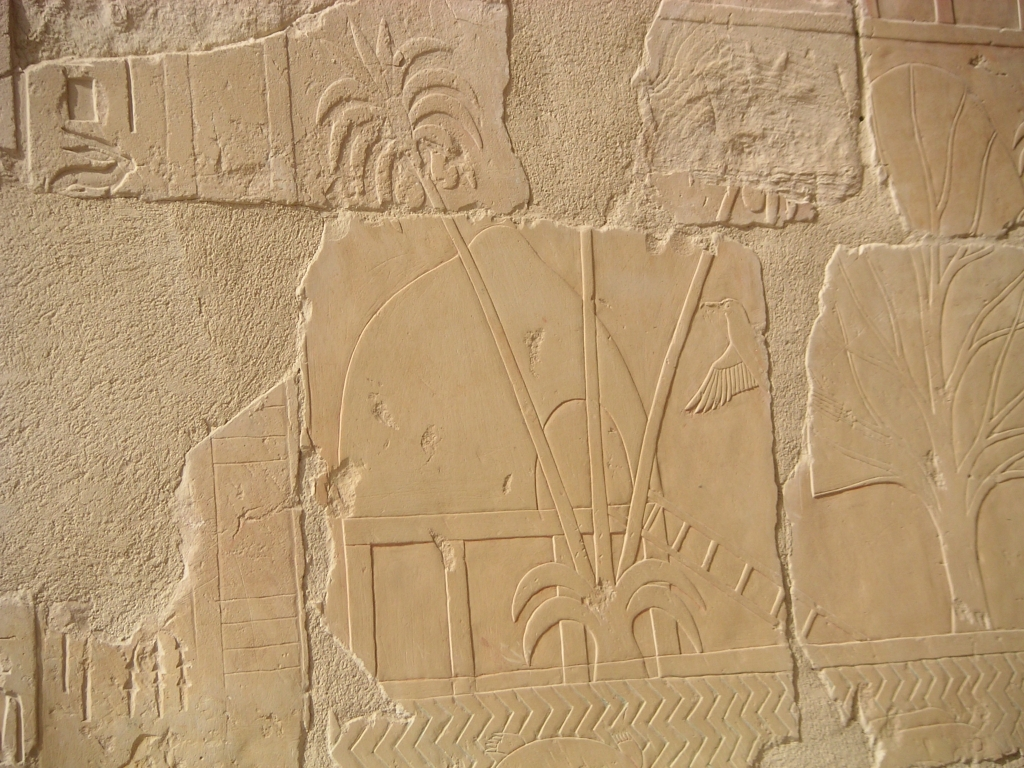
بلاد بنط
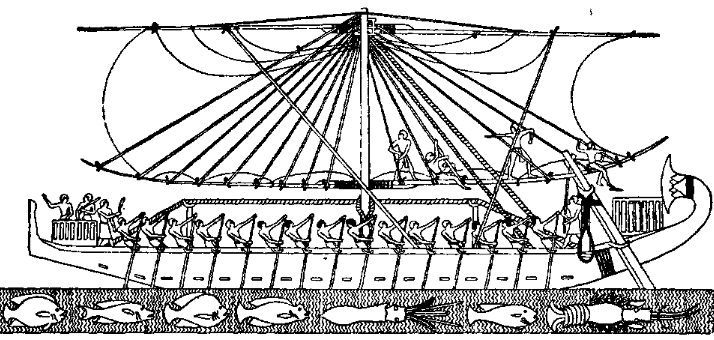
صورة لأحد السفن التجارية الكبيرة التي أرسلتها حتشبسوت إلى بنط. من معبد حتشبسوت.
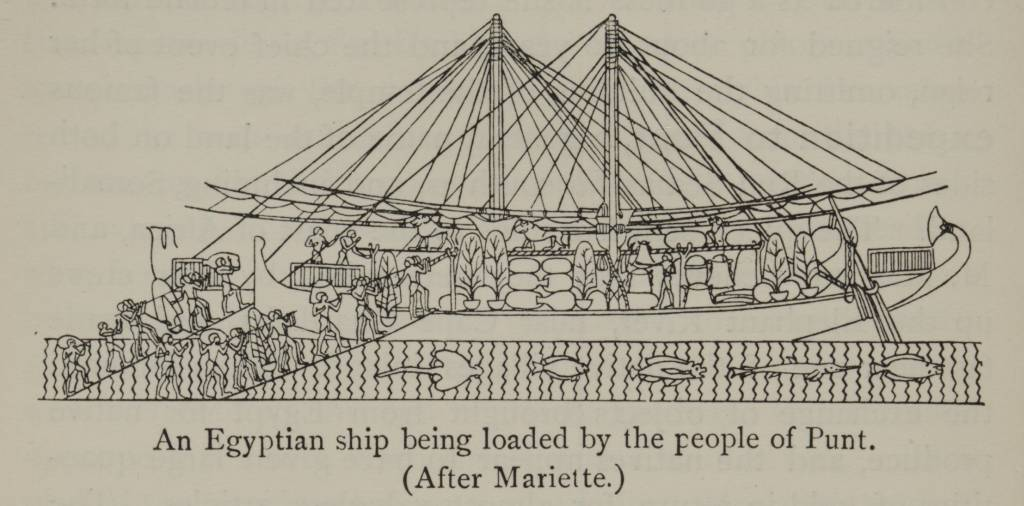
تحميل أهل بنط لإحدى سفن حتشبسوت - رسمت 1902م